# Zouï
Zouï ist eine Siedlung im Norden des Tschad in der Provinz Tibesti, etwa sieben Kilometer östlich von Bardaï. Etwa drei Kilometer entfernt liegt der Süßwassersee Mare de Zoui.
Bei Zouï wurden Reste von Eisenverarbeitung (Öfen, Schlacke und Artefakte) gefunden, die mit der Radiokarbonmethode auf etwa 115 v. Chr. datiert wurden und zu den ältesten im Tschad gehören. 1959 entdeckte A. Coblentz in der Nähe von Zouï in einer Nekropole entlang der Verbindungsstrecke von Bardaï nach Aouzou zwei Einzelgräber mit Skeletten in Hockstellung.
In Zouï fand am 18. Mai 1974 die erste Begegnung von Hissène Habré mit Robert Puissant, Françoise Claustre und dem deutschen Unterhändler Wallner im Zusammenhang mit der Geiselnahme durch eine von Habré geführte Rebellengruppe statt. Am 19. Mai trafen sich die Delegationen erneut in Zouï und Wallner akzeptierte die Bedingungen von Habré zur Freilassung des deutschen Arztes Christoph Staewen.

Das Tibesti-Gebirge und seine Siedlungen